# 菲斯克代爾 (麻薩諸塞州)
菲斯克代爾（英語：Fiskdale）是一個位於美國麻薩諸塞州烏斯特縣的普查規定居民點。

## 人口
根據2020年美國人口普查的數據，菲斯克代爾的面積為8.58平方千米，當中陸地面積為8.21平方千米，而水域面積為0.37平方千米。當地共有人口2797人，而人口密度為每平方千米326人。